# Titularbistum Mimiana
Mimiana ist ein Titularbistum der römisch-katholischen Kirche.
Es geht zurück auf ein ehemaliges Bistum in der antiken Stadt gleichen Namens in der römischen Provinz Byzacena bzw. Africa proconsularis in der Sahelregion von Tunesien.
| Titularbischöfe von Mimiana |                                                      |                                                 |                   |                   |
| Nr.                         | Name                                                 | Amt                                             | von               | bis               |
| 1                           | Georges-Auguste Louis Titularerzbischof pro hac vice | emeritierter Bischof von Périgueux (Frankreich) | 3. August 1965    | 30. Dezember 1967 |
| 2                           | Henri Audrain                                        | emeritierter Erzbischof von Auch (Frankreich)   | 16. April 1968    | 10. Dezember 1970 |
| 3                           | Simeon O. Valerio SVD                                | Apostolischer Vikar von Calapan (Philippinen)   | 26. November 1973 | 23. Juni 2003     |
| 4                           | Robert Brahm                                         | Weihbischof in Trier (Deutschland)              | 9. Dezember 2003  |                   |